# ジェネラーレウーノ
ジェネラーレウーノ（欧字名:Generale Uno、2015年1月27日 - ）は、日本の競走馬。主な勝ち鞍は2018年の京成杯、セントライト記念。
馬名の意味はイタリア語で「一番の将軍」。

## 戦績

### デビュー前
2015年1月27日、北海道日高町の新生ファームで誕生。翌2016年のセレクションセールに上場され、見栄えのいい馬体に惚れ込んだ調教師・矢野英一の強い推薦により、森岡幸人が購入。落札額は森岡が当初予算としていた1,500万円を大幅に上回る3,240万円（税込）だった。ノーザンファームでの育成中から高い評価を受けていたが、一方で精神面で前向きさに欠けるという声もあった。

### 2歳（2017年）
デビュー前の調教で古馬オープン馬に先着するなど動きの良さが目立ち、7月の新馬戦では単勝1.2倍の圧倒的1番人気に支持される。しかし、ゲートが開くとフワついて走る気を示さず、3コーナーで早くも鞍上クリストフ・ルメールの手が一杯に動くほどで、何とか3着を確保するに留まった。
10月28日の未勝利戦で復帰し、物見をしながらも2馬身差で逃げ切って初勝利を挙げる。続く葉牡丹賞（500万下）でも先手を奪い、シャルドネゴールドの急追をハナ差凌いで2連勝を飾った。しかし、レース中は終始物見をして外に逃げようとする状態で、鞍上の田辺裕信も「まだ若さがある」と評した。

### 3歳（2018年）
京成杯(GIII)では物見対策として着用したチークピーシーズが功を奏し、残り200mで先頭に立つと最後まで気を抜かずに走り切って重賞初制覇を果たした。ステップレースを使わずに直接迎えた皐月賞(GI)では、アイトーン、ジュンヴァルロと3頭で後続を大きく引き離して先行する展開となり、他の2頭がそれぞれ8着、15着に沈む中、3着に粘り込んだ。しかし、東京優駿(GI)では早々と失速して16着と大敗。この結果には騎乗した田辺も「もともとフラフラする面はあるけど、負けすぎ。正直わからない」とコメントした。
秋初戦のセントライト記念(GII)では逃げるタニノフランケルから離れた2番手を追走し、直線で先頭に立つと中団から追い込んできた1番人気レイエンダに1馬身1/4差をつけて重賞2勝目を挙げた。菊花賞ではスタートから先手を取って極端な超スローペースで逃げたが、最後の直線での瞬発力勝負に対応できず9着に敗れた。

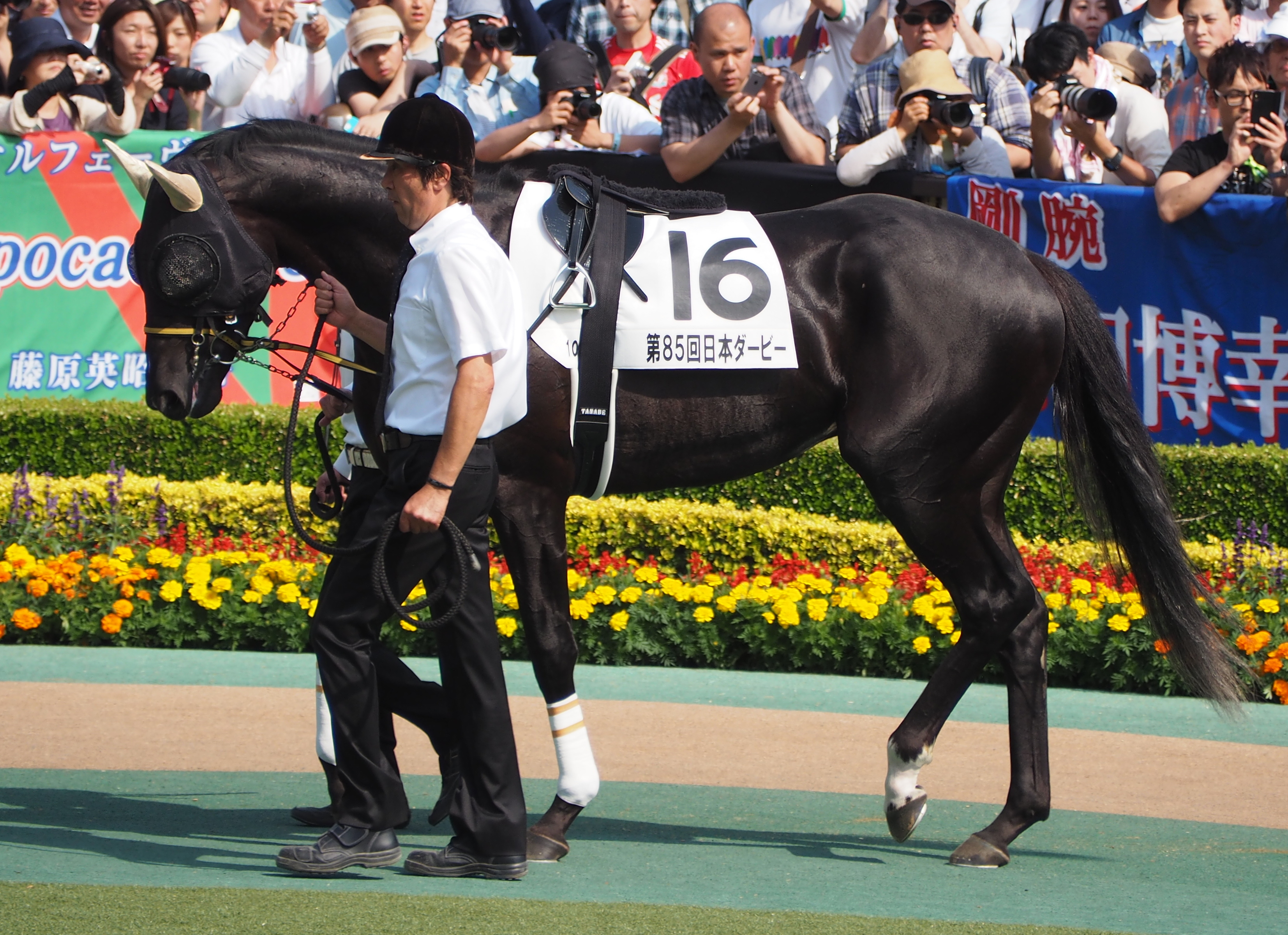
第85回東京優駿パドック
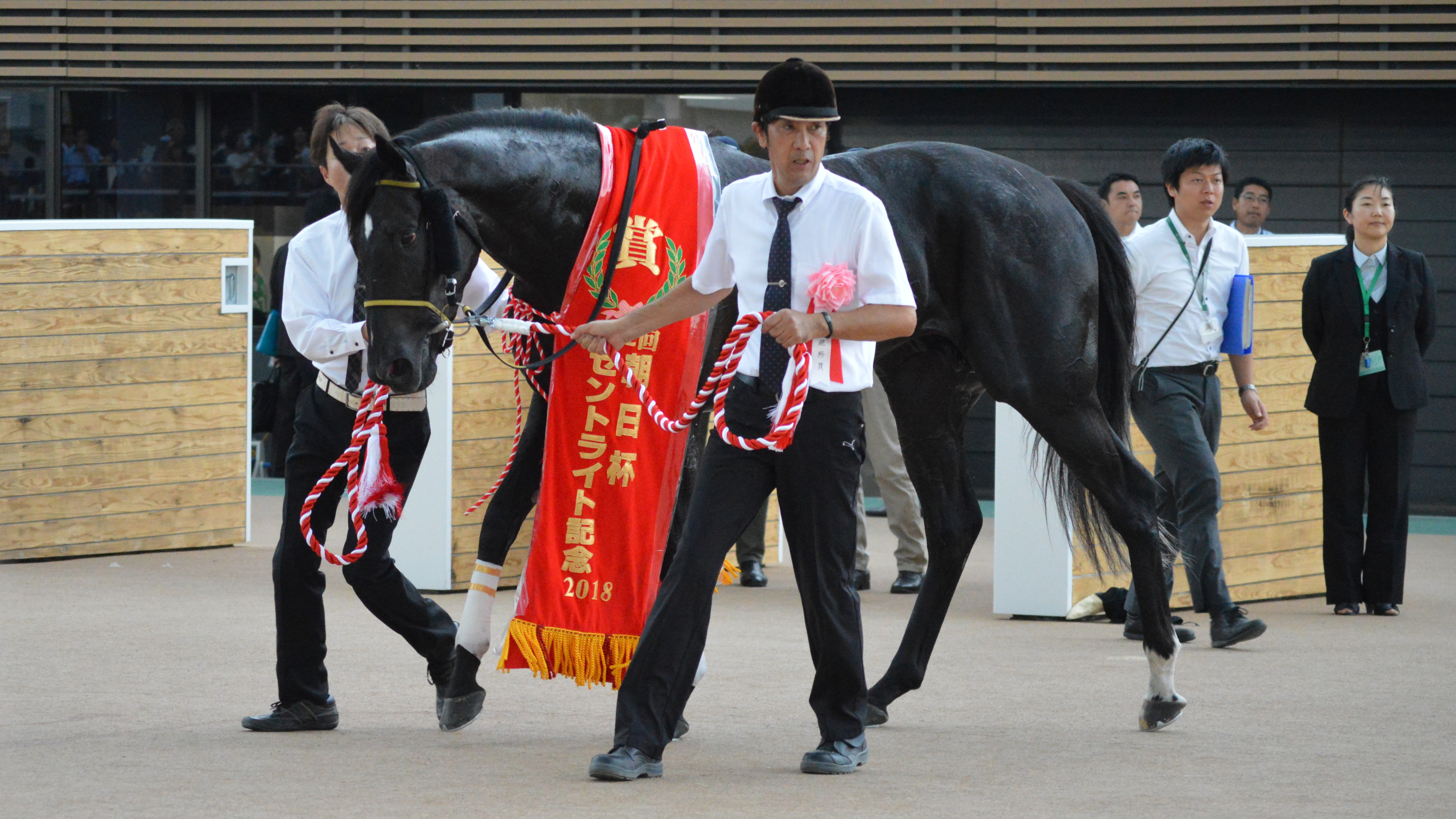
セントライト記念表彰式

### 4歳（2019年）
得意とする中山競馬場のアメリカジョッキークラブカップから始動。菊花賞馬フィエールマンに次ぐ2番人気に支持されたが、またもスローペースから切れ負けする形で4着に敗れる。レース後、右前浅屈腱炎の発症が判明。全治9ヶ月以上と診断され、長期休養に入ることになった。

### 5歳（2020年）
1年8カ月の休養を経てオールカマーで復帰し、7着に敗れる。続くチャレンジカップも5着に敗れた。

### 6歳（2021年）
2年ぶりの出走となったアメリカジョッキークラブカップから始動するも15着に敗れる。続くブリリアントステークスで初のダート戦を経験するなど、この年は4戦に出走したが勝利することはできなかった。

### 7歳（2022年）
リステッド競走のニューイヤーステークスから始動し、14着に敗れる。その後のレースでも惨敗続きとなり、9月1日付けで競走馬登録を抹消され現役を引退した。引退後は北海道安平町のノーザンファームで乗馬となる。

## 競走成績
以下の内容は、netkeiba.comの情報に基づく。
| 競走日     | 競馬場 | 競走名           | 格      | 距離（馬場）  | 頭 数 | 枠 番 | 馬 番 | オッズ （人気） | 着順 | タイム （上がり3F） | 着差 | 騎手        | 斤量 [kg] | 1着馬（2着馬）         | 馬体重 [kg] |
| ---------- | ------ | ---------------- | ------- | ------------- | ----- | ----- | ----- | --------------- | ---- | ------------------- | ---- | ----------- | --------- | ---------------------- | ----------- |
| 2017.07.23 | 函館   | 2歳新馬          |         | 芝1800m（良） | 9     | 1     | 1     | 001.20（1人）   | 03着 | R1:51.4（35.6）     | -0.3 | 0C.ルメール | 54        | シスターフラッグ       | 486         |
| 0000.10.28 | 東京   | 2歳未勝利        |         | 芝2000m（良） | 12    | 6     | 8     | 002.90（2人）   | 01着 | R2:03.4（34.1）     | -0.3 | 0C.ルメール | 55        | （アイリッシュクライ） | 496         |
| 0000.12.02 | 中山   | 葉牡丹賞         | 500万下 | 芝2000m（良） | 9     | 6     | 6     | 008.00（4人）   | 01着 | R2:01.4（35.0）     | -0.0 | 0田辺裕信   | 55        | （シャルドネゴールド） | 498         |
| 2018.01.14 | 中山   | 京成杯           | GIII    | 芝2000m（良） | 15    | 8     | 15    | 003.50（1人）   | 01着 | R2:01.2（36.3）     | -0.1 | 0田辺裕信   | 56        | （コズミックフォース） | 496         |
| 0000.04.15 | 中山   | 皐月賞           | GI      | 芝2000m（稍） | 16    | 5     | 10    | 017.80（8人）   | 03着 | R2:01.4（37.6）     | -0.6 | 0田辺裕信   | 57        | エポカドーロ           | 496         |
| 0000.05.27 | 東京   | 東京優駿         | GI      | 芝2400m（良） | 18    | 8     | 16    | 023.80（8人）   | 16着 | R2:25.3（36.2）     | -1.7 | 0田辺裕信   | 57        | ワグネリアン           | 498         |
| 0000.09.17 | 中山   | セントライト記念 | GII     | 芝2200m（良） | 15    | 3     | 4     | 007.30（4人）   | 01着 | R2:12.1（35.2）     | -0.2 | 0田辺裕信   | 56        | （レイエンダ）         | 506         |
| 0000.10.21 | 京都   | 菊花賞           | GI      | 芝3000m（良） | 18    | 2     | 4     | 011.20（4人）   | 09着 | R3:07.1（35.2）     | -1.0 | 0田辺裕信   | 57        | フィエールマン         | 506         |
| 2019.01.20 | 中山   | AJCC             | GII     | 芝2200m（良） | 11    | 1     | 1     | 003.00（2人）   | 04着 | R2:14.1（34.9）     | -0.4 | 0田辺裕信   | 56        | シャケトラ             | 514         |
| 2020.09.27 | 中山   | オールカマー     | GII     | 芝2200m（稍） | 9     | 5     | 5     | 010.20（6人）   | 07着 | R2:16.7（36.4）     | -1.2 | 0三浦皇成   | 56        | センテリュオ           | 512         |
| 0000.12.05 | 阪神   | チャレンジC      | GIII    | 芝2000m（良） | 11    | 6     | 6     | 008.60（4人）   | 05着 | R2:00.6（35.1）     | -0.7 | 0三浦皇成   | 56        | レイパパレ             | 522         |
| 2021.01.24 | 中山   | AJCC             | GII     | 芝2200m（不） | 17    | 8     | 16    | 024.7（10人）   | 15着 | R2:20.3（40.3）     | -2.4 | 0武藤雅     | 56        | アリストテレス         | 526         |
| 0000.05.09 | 東京   | ブリリアントS    | L       | ダ2100m（良） | 16    | 7     | 13    | 018.00（8人）   | 16着 | R2:15.4（42.0）     | -5.8 | 0武藤雅     | 57        | ヒロイックテイル       | 522         |
| 0000.10.17 | 東京   | オクトーバーS    | L       | 芝2000m（稍） | 18    | 7     | 13    | 032.4（11人）   | 18着 | R2:02.3（37.2）     | -2.3 | 0江田照男   | 59        | パンサラッサ           | 528         |
| 0000.11.27 | 東京   | キャピタルS      | L       | 芝1600m（良） | 17    | 4     | 7     | 102.5（13人）   | 13着 | R1:34.0（35.4）     | -1.0 | 0丸山元気   | 57        | プリンスリターン       | 530         |
| 2022.01.08 | 中山   | ニューイヤーS    | L       | 芝1600m（稍） | 16    | 5     | 9     | 120.2（15人）   | 14着 | 01:35.0（35.2）     | -1.6 | 0丸山元気   | 59        | カラテ                 | 524         |
| 0000.02.20 | 小倉   | 小倉大賞典       | GIII    | 芝1800m（稍） | 16    | 7     | 14    | 079.1（15人）   | 09着 | R1:50.0（36.7）     | -0.8 | 0柴山雄一   | 55        | アリーヴォ             | 518         |
| 0000.04.17 | 福島   | 福島民報杯       | L       | 芝2000m（良） | 16    | 2     | 4     | 048.0（13人）   | 14着 | R2:03.2（40.0）     | -3.3 | 0黛弘人     | 55        | アンティシペイト       | 514         |
| 0000.07.03 | 函館   | 巴賞             | OP      | 芝1800m（良） | 12    | 4     | 4     | 063.0（11人）   | 11着 | R1:49.6（37.3）     | -1.2 | 0丹内祐次   | 59        | ホウオウピースフル     | 520         |
| 0000.07.17 | 函館   | 函館記念         | GIII    | 芝2000m（重） | 16    | 1     | 2     | 038.8（13人）   | 13着 | R2:08.3（42.8）     | -4.7 | 0丹内祐次   | 54        | ハヤヤッコ             | 516         |
| 0000.08.28 | 札幌   | キーンランドC    | GIII    | 芝1200m（良） | 15    | 2     | 4     | 184.3（15人）   | 15着 | R1:10.7（36.1）     | -1.6 | 0丸山元気   | 57        | ヴェントヴォーチェ     | 518         |

## 血統表
| ジェネラーレウーノの血統        | ジェネラーレウーノの血統                                                                                    | ジェネラーレウーノの血統                                                                                    | （血統表の出典）                                                                                            | （血統表の出典）  |
| 父系                            | ロベルト系                                                                                                  | ロベルト系                                                                                                  | ロベルト系                                                                                                  | [ § 2 ]           |
| 父 スクリーンヒーロー 2004 栗毛 | 父の父*グラスワンダー 1995 栗毛                                                                             | Silver Hawk                                                                                                 | Roberto | Roberto           |
| 父 スクリーンヒーロー 2004 栗毛 | 父の父*グラスワンダー 1995 栗毛                                                                             | Silver Hawk                                                                                                 | Gris Vitesse                                                                                                |                   |
| 父 スクリーンヒーロー 2004 栗毛 | 父の父*グラスワンダー 1995 栗毛                                                                             | Ameriflora                                                                                                  | Danzig | Danzig            |
| 父 スクリーンヒーロー 2004 栗毛 | 父の父*グラスワンダー 1995 栗毛                                                                             | Ameriflora                                                                                                  | Graceful Touch                                                                                              |                   |
| 父 スクリーンヒーロー 2004 栗毛 | 父の母ランニングヒロイン 1993 鹿毛                                                                          | *サンデーサイレンス                                                                                         | Halo | Halo              |
| 父 スクリーンヒーロー 2004 栗毛 | 父の母ランニングヒロイン 1993 鹿毛                                                                          | *サンデーサイレンス                                                                                         | Wishing Well                                                                                                |                   |
| 父 スクリーンヒーロー 2004 栗毛 | 父の母ランニングヒロイン 1993 鹿毛                                                                          | ダイナアクトレス                                                                                            | *ノーザンテースト                                                                                           | *ノーザンテースト |
| 父 スクリーンヒーロー 2004 栗毛 | 父の母ランニングヒロイン 1993 鹿毛                                                                          | ダイナアクトレス                                                                                            | モデルスポート                                                                                              |                   |
| 母 シャンハイロック 2008 黒鹿毛 | 母の父*ロックオブジブラルタル Rock of Gibraltar 1999 鹿毛                                                   | *デインヒル                                                                                                 | Danzig | Danzig            |
| 母 シャンハイロック 2008 黒鹿毛 | 母の父*ロックオブジブラルタル Rock of Gibraltar 1999 鹿毛                                                   | *デインヒル                                                                                                 | Razyana |                   |
| 母 シャンハイロック 2008 黒鹿毛 | 母の父*ロックオブジブラルタル Rock of Gibraltar 1999 鹿毛                                                   | Offshore Boom                                                                                               | Be My Guest                                                                                                 | Be My Guest       |
| 母 シャンハイロック 2008 黒鹿毛 | 母の父*ロックオブジブラルタル Rock of Gibraltar 1999 鹿毛                                                   | Offshore Boom                                                                                               | Push a Button                                                                                               |                   |
| 母 シャンハイロック 2008 黒鹿毛 | 母の母*ニシノローズ 1994 鹿毛                                                                               | Storm Cat                                                                                                   | Storm Bird                                                                                                  | Storm Bird        |
| 母 シャンハイロック 2008 黒鹿毛 | 母の母*ニシノローズ 1994 鹿毛                                                                               | Storm Cat                                                                                                   | Terlingua                                                                                                   |                   |
| 母 シャンハイロック 2008 黒鹿毛 | 母の母*ニシノローズ 1994 鹿毛                                                                               | Barmistress                                                                                                 | Alydar | Alydar            |
| 母 シャンハイロック 2008 黒鹿毛 | 母の母*ニシノローズ 1994 鹿毛                                                                               | Barmistress                                                                                                 | Bemissed |                   |
| 母系(F-No.)                     | (FN:2-f) | (FN:2-f) | (FN:2-f) | [ § 3 ]           |
| 5代内の近親交配                 | Northern Dancer5･5×5･5･5=15.63%、Danzig4×4＝12.50%、His Majesty5×5＝6.25%、Hail to Reason5･5（父内）＝6.25% | Northern Dancer5･5×5･5･5=15.63%、Danzig4×4＝12.50%、His Majesty5×5＝6.25%、Hail to Reason5･5（父内）＝6.25% | Northern Dancer5･5×5･5･5=15.63%、Danzig4×4＝12.50%、His Majesty5×5＝6.25%、Hail to Reason5･5（父内）＝6.25% | [ § 4 ]           |
| 出典                            | 1. 2. 3. 4.                                                                                                 | 1. 2. 3. 4.                                                                                                 | 1. 2. 3. 4.                                                                                                 | 1. 2. 3. 4.       |

- 母シャンハイロックは現役時代にホッカイドウ競馬で1勝[14]。
- その他の近親はフェオラ#牝系図を参照。